# 糖坊廊河房
糖坊廊河房位于中国江苏省南京市秦淮区中华门内镇淮桥西北、糖坊廊61号，被认为是南京内秦淮河现存河房建筑中保存最完好和历史文化价值最大的一处。该河房由陶氏建于清代中晚期，现仍为其私宅，建筑由跑马楼两进和河厅一进组成，平面呈菱形，其地砖及部分房屋构件亦呈菱形，大门位于西侧中部。现已年久失修，内部破损严重。